# Kloster St. Joseph und Habakuk
Koordinaten: 32° 1′ 50,3″ N, 35° 1′ 8,5″ O
Das Kloster St. Joseph und Habakuk war eine Abtei des Prämonstratenserordens in der Nähe von Jaffa zur Zeit des Königreichs Jerusalem. Sie wurde vor 1153 gegründet und betreute zunächst zwei Heiligtümer bzw. wohl auch zwei Kirchen: am Herkunftsort des Joseph von Arimathäa bei Rantis und an dem Ort, von dem der Prophet Habakuk von einem Engel nach Babylon entführt und an den er wieder zurückgebracht wurde bei Cancie. Das ursprüngliche Kloster stand wohl in Rantis. Bis 1180 gab es an den zwei Heiligtümern zwei Abteien, die aber nur noch wenige Jahre Bestand hatten. Beide Abteien gingen mit den muslimischen Eroberungen von 1187 wieder unter.

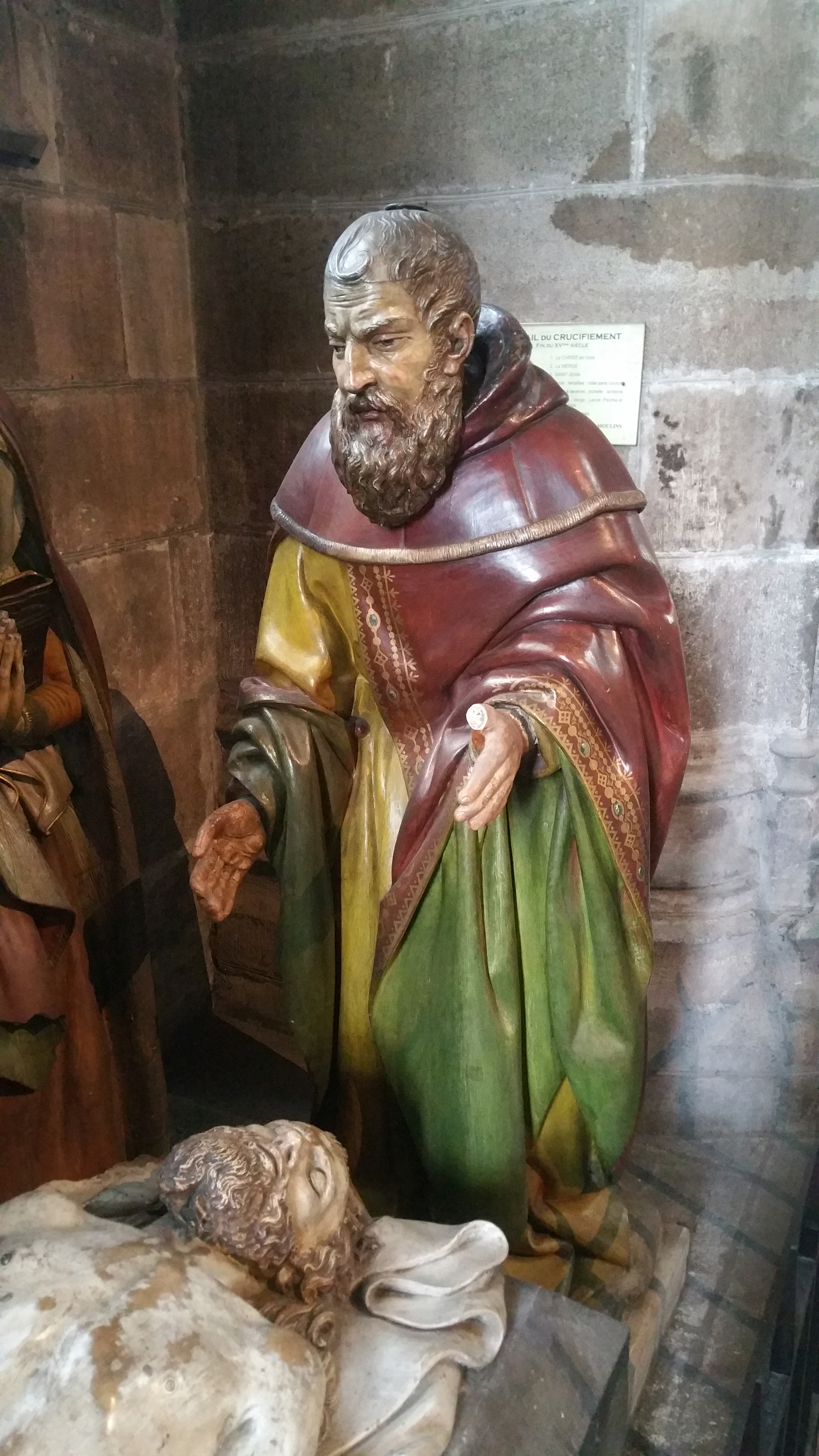
Josef von Arimathäa

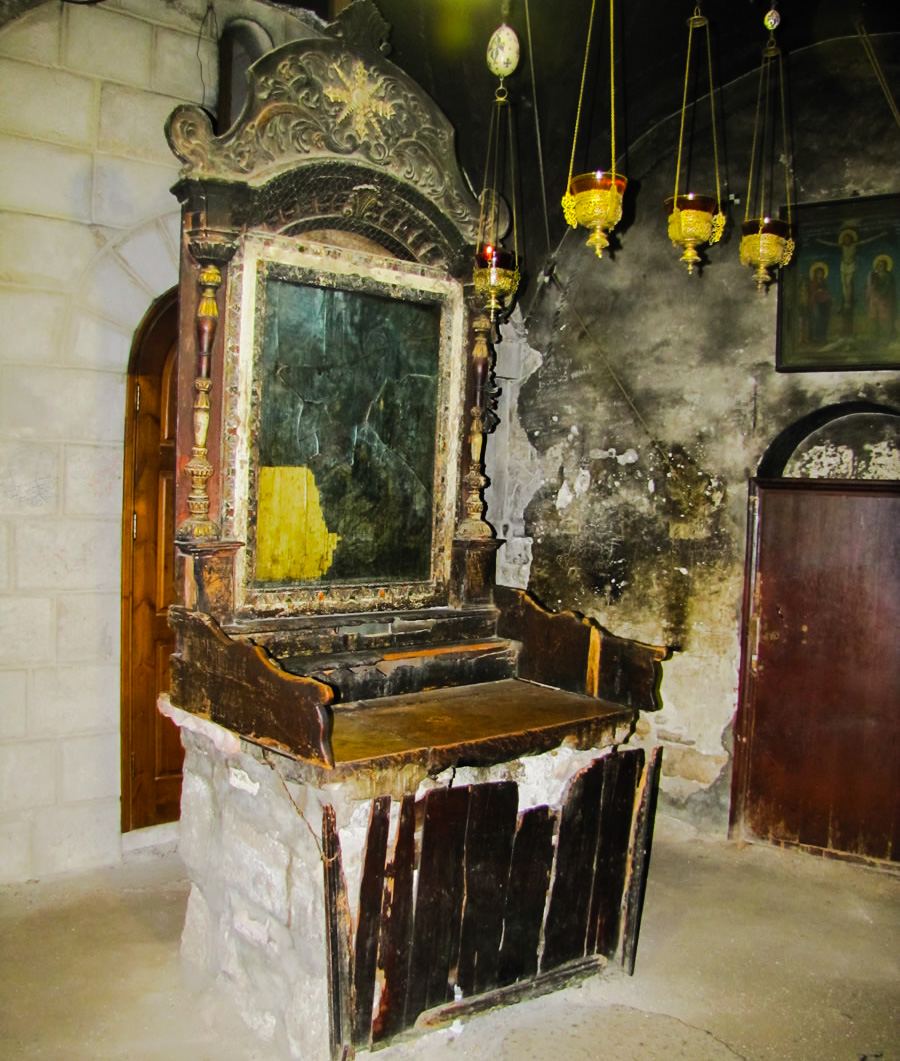
Grab des Joseph von Arimathäa in der Grabeskirche in Jerusalem

## Religiöse Bedeutung
Der reiche Jude Josef (von Arimathäa) war wahrscheinlich ein Mitglied des Sanhedrins, des altjüdischen Gerichts in Jerusalem und war aus Furcht vor seinen Mitbürgern nur heimlich ein Jünger Jesu. Nach der Kreuzigung von Jesus bat er den römischen Statthalter Pontius Pilatus um den Leichnam von Jesus. Josef hatte bereits ein Grab in der Nähe der Kreuzigungsstätte Golgota für sich selbst anlegen lassen. Hier wurde Jesus beigesetzt, wo er am dritten Tag nach seinem Tod auferstand. Zu Zeiten der Kreuzfahrer wurde der Ort Arimathäa, an dem auch das Kloster errichtet wurde, (meist) mit Rantis identifiziert. Der Ort Rantis liegt etwa 25 Kilometer ostsüdöstlich von Jaffa im Gouvernement Ramallah und al-Bira, das von der Palästinensischen Autonomiebehörde kontrolliert wird. Allerdings gab es auch andere Theorien; so lokalisiert der Pilger Daniel (1106/08) Arimathäa in den Hügeln westlich von Nablus, möglicherweise identisch mit Ramain (nach Pringle, nicht genauer lokalisiert). Nach der Eroberung von Jerusalem war Rantis in muslimischer Hand und für die Pilger nicht mehr zugänglich. Arimathäa wurde nun eher mit Ramla gleichgesetzt. In Rantis war schon in byzantinischer Zeit eine Kirche entstanden. Kleine Reste der Kirche (Apsis) waren in der ersten Hälfte des 20. Jahrhunderts noch vorhanden. 1981 fand Denys Pringle nur noch einige Spolien in Häusern, die an der Stelle der früheren Kirche entstanden waren.
Die Reliquien des Joseph von Arimathäa wurden noch zu Zeiten der Kreuzfahrer in die Grabeskirche in Jerusalem gebracht, wo sich heute noch sein Grab befinden soll.

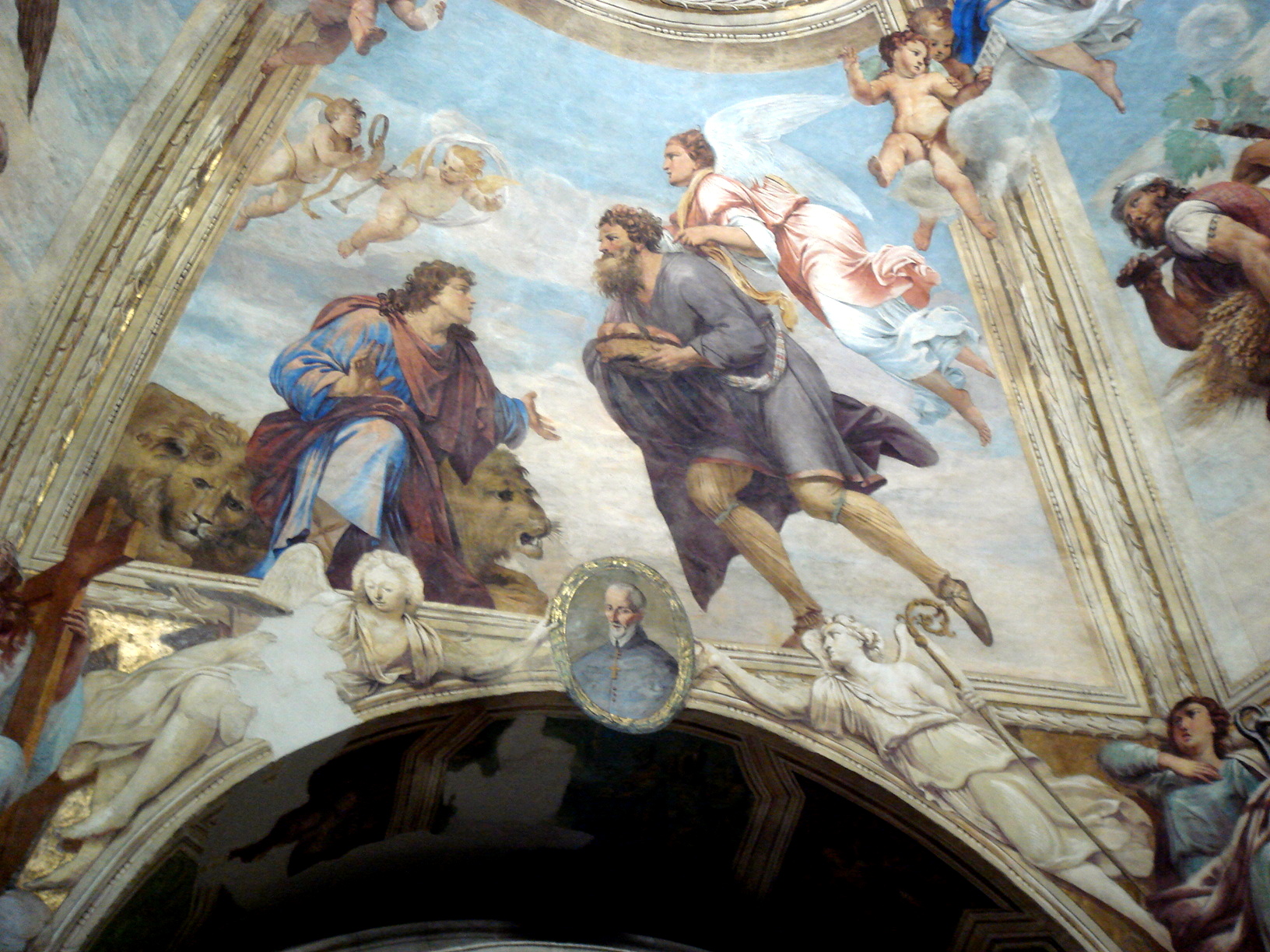
Habakuk wird vom Engel zu Daniel in der Löwengrube nach Babylon gebracht. Fresko von Juan de Torres (1657) im Dom von Syrakus

Der Prophet Habakuk gehört zu den sog. Kleinen Propheten des Alten Testaments. Er lebte in Judäa zur Zeit des Babylonischen Exils. Eines Tages ging er mit einer Mahlzeit, die er gekocht hatte, zu seinen Arbeitern aufs Feld. Da erschien ihm ein Engel und sagte ihm, dass er das Essen zu Daniel, der sich zu dieser Zeit in einer Löwengrube befand, nach Babylon bringen solle. Habakuk antwortete ihm, er kenne weder Babylon noch wisse er, wo die Grube mit Daniel sich befinde. Da packte ihn der Engel bei den Haaren und trug ihn augenblicklich nach Babylon an den Rand der Löwengrube, in der Daniel saß. Habakuk rief: Daniel, Daniel, nimm das Essen, das Gott dir geschickt hat! Daniel lobte Gott, du hast also an mich gedacht; du lässt die nicht im Stich, die dich lieben. (Dan 14,33–39 ). Daniel erhob sich und aß das ihm angebotene Essen. Habakuk aber wurde durch den Engel Gottes wieder an dieselbe Stelle in Judäa versetzt, von wo er ihn entführt hatte.
Der Ort von dem der Engel den Propheten Habakuk nach Babylon entführte und an den er ihn wieder zurückbrachte, identifizierten die Kreuzfahrer mit Cancie oder Cantie. Der Ort wurde später Kafr Jinnis genannt. Der devastierte und wieder überbaute Ort liegt nun im Ostbereich des Ben Gurion International Airport. Die beiden heiligen Stätten lagen etwas mehr als 11 km auseinander.

## Geschichte des Klosters
Das erste Prämonstratenserkloster im Heiligen Land war das Kloster St. Samuel auf dem Freudenberg bei Jerusalem, das noch zu Lebzeiten von König Balduin II. († 21. August 1131) gegründet worden war.
Um/nach 1143 schrieb Bernhard von Clairvaux an Königin Melisende und empfahl ihr eine Gruppe von Prämonstratensermönchen, die ins Heilige Land gegangen war und dort predigend herumzog. Darunter befand sich auch sehr wahrscheinlich Amalrich, der spätere Abt des Klosters St. Joseph und Habakuk. Es ist denkbar, dass diese Gruppe Prämonstratensermönche nur wenig später den Kern des Gründungskonvents des Klosters St. Joseph und Habakuk bildete. Amalrich war ein bemerkenswerter Mann seiner Zeit. Er war bis 1131 Abt im Kloster Floreffe. Dann nahm ihn der Gründer des Prämonstratenserordens Norbert von Xanten mit nach Magdeburg und machte ihn zum Propst des kurz zuvor gegründeten Klosters Gottesgnaden bei Calbe an der Saale.
Nach der wortreich und blumig ausgeschmückten Lebensgeschichte, die Franz Winter von Emelrich erzählt, soll er 1131 von Papst Innozenz II. 1131 auf Missionsreise ins Heilige Land geschickt worden sein. König Fulko (von 1131 bis 1143) soll ihn dort ehrenvoll aufgenommen haben. Amalrich und seine Mönche zogen predigend durch das Land und sollen 1137 das Kloster St. Joseph und Habakuk gegründet haben. Backmund gibt als wahrscheinliches Gründungsdatum 1137/38 an. Allerdings gibt es keinen zeitgenössischen urkundlichen Beweis dafür. Der früheste Nachweis für die Existenz des Klosters stammt von 1153; damals war das Kloster aber bereits fest etabliert. 1153 starb Bischof Bernhard von Sidon, und Patriarch Fulko ernannte den damaligen Abt des Klosters St. Joseph und Habakuk, Amalrich, zum neuen Bischof von Sidon. Man kann annehmen, dass Amalrich damals einen sehr guten Ruf hatte, wenn der Patriarch ihn den etablierten Klerikern in den verschiedenen Stiftskapiteln des Heiligen Landes für die Besetzung des Bischofssitzes in Sidon vorzog. Er dürfte damals auch bereits seit einiger Zeit Abt des Klosters gewesen sein. Als Abt von St. Joseph und Habakuk war er ein Suffragan des Bischofs von Lydda. Auch wenn die Erzählung von Winter letztendlich urkundlich nicht belegt werden kann, so stimmt doch der zeitliche Rahmen. Der Konvent war gut besetzt; 1160 werden außer dem Abt noch 23 Klosterbrüder namentlich genannt.
Bei einem Gütertausch den der Nachfolger des Amalrich, der Abt Herbertus mit dem Chorherrenstift am Heiligen Grab in Jerusalem tätigte, wird ipsa ecclesia S. Joseph erwähnt, d. h. die ursprüngliche Abtei stand wohl in Rantis. Weiterhin wird in Pilgerberichten des 12. Jahrhunderts eine Kapelle in Cancie erst nach der muslimischen Eroberung 1187 erwähnt. Denys Pringle hält den ursprünglichen Standort in Rantis für nicht gesichert.

## Ein selbstständiges Kloster St. Habakuk inCancie?
In der Zusammenstellung der Organisation der Lateinischen Kirche im Königreich Jerusalem des Johannes von Ibelin, die um 1180 entstand, werden nun unter den Suffraganen des Bischofs von Lydda der Abt von St. Joseph von Arimathäa und der Abt des Klosters St. Habakuk genannt. Dies lässt darauf schließen, dass nun am Ort des zweiten Heiligtums eine weitere Abtei durch Abspaltung von der ersten Abtei entstanden war. Es gibt noch einen zweiten, allerdings wesentlich unsichereren Hinweis auf die Existenz von zwei Abteien in den 1180er Jahren. In einem Brief des Abtes Gervasius von Premontré von 1217 an Patriarch Radulf von Jerusalem bittet dieser um Hilfe beim Wiederaufbau der Abteien St. Samuel und St. Habakuk. Pringle schließt daraus, dass die beiden Konvente noch existierten, wenn auch im Exil in Akkon; nicht jedoch der Konvent St. Joseph von Arimathäa. Während der Konvent von St. Samuel wahrscheinlich bis zum Fall von Akkon 1291 im dortigen Kloster St. Samuel existierte, gibt es bisher keinen Nachweis eines Konvents St. Habakuk. Sollte er sich tatsächlich nach Akkon gerettet haben und 1217 noch existiert haben, löste er sich in der weiteren Folge der Geschichte wohl auf.

## Äbte
- 1135/37? bis 1153 Amalricus/Emelrich, war vor 1131 Abt im Kloster Floreffe bei Namur, 1131 bis 1134 Probst des Klosters Gottesgnaden bei Kalbe,[4][1][5] 1153 wurde er zum Bischof von Sidon ernannt (bis 1170)
- 1156 bis 1161 Herbertus[6]

## Brüder
In der Urkunde von 1160 genannte Brüder: Albertus, Anselmus, Bernardus, Bonetiis, Christianus, Ebroinus, Galandus, Garinus, Gerardus, Guillelmus, Harduinus, Johannes (2×), Lambertus, Laurentius, Martinus (2×), Nicolaus, Petrus, Umbertus, Raimundus, Robertus und Saberandus.